# اسامه هوساوی
اسامه هوساوی (عربی: أسامة هوساوي؛ زاده ۳۱ مارس ۱۹۸۴) یک بازیکن فوتبال اهل عربستان سعودی است.
وی همچنین در تیم ملی فوتبال عربستان سعودی بازی کرده‌است.